# Харитон Евклидис
Харитон (на гръцки: Χαρίτων) е гръцки духовник, митрополит на Вселенската патриаршия.

## Биография
Роден е в 1836 година със светско име Хараламбос Евклидис (Χαράλαμπος Ευκλείδης) в Каминария на остров Кипър. Завършва духовното училище Ризарио в Атина. Служи като ефимерий в различни храмове в Цариград, като ефимерий в село Хороскьой в Ефеската епархия, а от 1879 до 1886 година като ефимерий в енориите „Свети Николай“ в Дзивали, „Свети Илия“ в Хрисуполи и „Свети Мина“ в Ипсоматия.
На 21 септември 1886 година е ръкоположен за аргируполски епископ и назначен за викарий на Константинополската архиепископия и архиерейски наместник на Ипсоматия. Ръкополагането е извършено от митрополит Доротей Иконийски, в съслужение с митрополитите Прокопий Берски и Висарион Драчки. От юли 1891 до 1892 година той е архиерейска наместник на църквата „Животворящ източник“ във Валукли.
На 29 октомври 1896 г. е избран за месемврийски митрополит в България срещу бившия дискатски митрополит Йоаникий и епископ Герман Мирски. На 25 май 1906 година той подава оставка и се установява в Цариград, където умира през 1917 година.